# Minorica
Minorica és el nom en llatí de l'illa de Menorca. Les primeres cites són tardorromanes, ja que anteriorment l'illa es denominava la menor de les Balears:
- Liber generationis Hyppoliti (segle iv).
- Sever de Menorca (segle v), Epistula...2, 1-3.
- Victor Vitensis (segle v), Historia persecutionis... Wandalorum I, 4,13 i III,6,29.
- Procopi de Cesàrea (s. VI), Bello vandàlico, II-5-7.
- Giorgios Cyprios (segle vi) Descriptio orbis romani 670-674.
- Sant Gregori (540-604) Epístola 119, 6,13.
- Sant Isidor (segle VI dC), Etimologiam XIV, 6,44. És interessant la frase on s'emmarca l'ús de la denominació d'aquest darrer autor: ...una major i l'altra menor, per la qual cosa el poble també les anomena Maiorica i Minorica. Que suggereix un ús, encara, informal.